# Faustyna Fugińska
Faustyna Fugińska, znana również jako Fausti (ur. 13 maja 2000 w Kielcach) – polska influencerka, youtuberka i piosenkarka. Zwyciężczyni programu Twoje 5 minut, członkini internetowego projektu „Genzie”.

## Życiorys
Pochodzi z Kielc. W 2012 założyła swój kanał na platformie YouTube. W 2021 uczestniczyła w pierwszej edycji programu Twoje 5 minut, po którym dołączyła do grupy „Genzie”.

## Życie prywatne
Do 2023 była w związku z Kubą Brzezińskim.

## Dyskografia

### Single
| Rok  | Tytuł                              | Najwyższa pozycja na listach | Najwyższa pozycja na listach | Najwyższa pozycja na listach | Najwyższa pozycja na listach | Najwyższa pozycja na listach | Najwyższa pozycja na listach | Najwyższa pozycja na listach | Certyfikat          | Sprzedaż       | Album  | Źr.    |
| Rok  | Tytuł                              | Spotify                      | Apple Music                  | Deezer                       | iTunes                       | iTunes                       | iTunes                       | iTunes                       | Certyfikat          | Sprzedaż       | Album  | Źr.    |
| Rok  | Tytuł                              | POL                          | POL                          | POL                          | POL                          | SE                           | NL                           | DE                           | Certyfikat          | Sprzedaż       | Album  | Źr.    |
| ---- | ---------------------------------- | ---------------------------- | ---------------------------- | ---------------------------- | ---------------------------- | ---------------------------- | ---------------------------- | ---------------------------- | ------------------- | -------------- | ------ | ------ |
| 2022 | „FriendSHIP” (oraz Bartek Kubicki) | 113                          | 29                           | –                            | 1                            | –                            | –                            | 30                           | - ZPAV: złota płyta | - POL: 25 000+ | Dzięki | [ 8 ]  |
| 2023 | „Nie Pytaj Mnie”                   | 16                           | –                            | 70                           | 8                            | –                            | –                            | –                            |                     |                |        | [ 9 ]  |
| 2023 | „Chce się tylko bawić”             | 66                           | 3                            | –                            | 1                            | 2                            | 7                            | –                            |                     |                |        | [ 10 ] |
| 2023 | „Walk”                             | –                            | –                            | –                            | 4                            | –                            | –                            | –                            |                     |                |        | [ 11 ] |
| 2025 | „Papa”                             | –                            | –                            | –                            | –                            | –                            | –                            | –                            |                     |                |        | [ 12 ] |